# Schloss Le Barroux

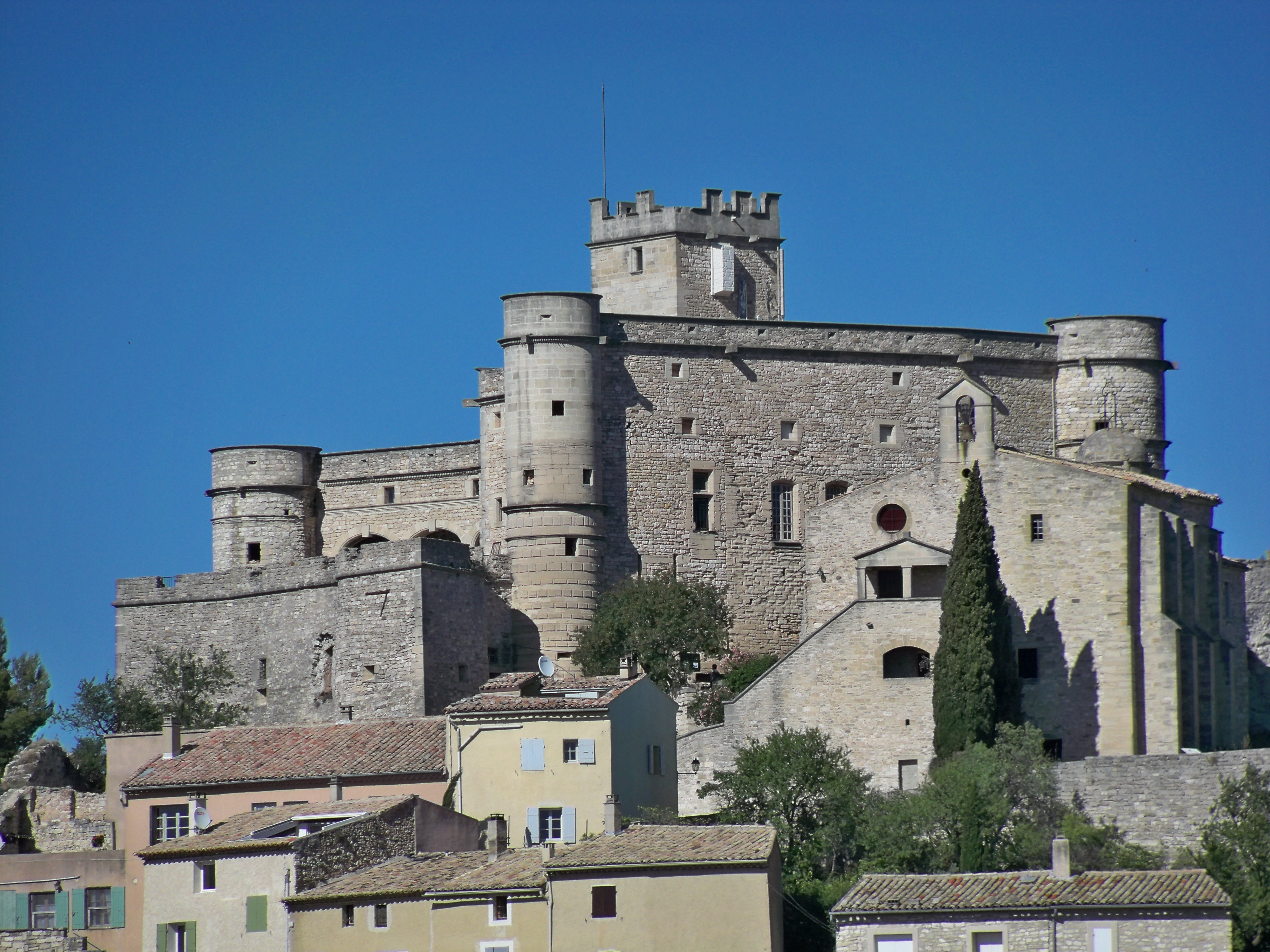
Schloss Le Barroux

Das Schloss Le Barroux ist eine ehemalige mittelalterliche Burg in der französischen Gemeinde Le Barroux. Es ist seit 1920 als Monument historique eingeschrieben.

## Lage
Das Schloss befindet sich im Zentrum von Le Barroux auf einem Felsvorsprung zwischen den westlichen Ausläufern des Mont Ventoux und den Dentelles de Montmirail.

## Geschichte
Die Burg der Herren von Les Baux wurde im 12. Jahrhundert erbaut und im 16. Jahrhundert in ein Renaissance-Schloss umgewandelt. 1563 wurde es während der Hugenottenkriege den Protestanten überlassen.
1929 wurde das Schloss in ruinösem Zustand von einer Privatperson erworben und restauriert, aber 1944 von deutschen Truppen in Brand gesetzt und wieder zerstört. Die zweite Restaurierung ist mittlerweile abgeschlossen.

## Architektur
Das vom Renaissance-Stil geprägte Schloss enthält noch mittelalterliche Elemente und eine Kapelle, die mit Wandmalereien aus dem 18. Jahrhundert geschmückt ist.